# مسابقه زندگی (فیلم)
آدیتیا چوپرا
مسابقه زندگی (به هندی: Ta Ra Rum Pum) فیلمی است محصول سال ۲۰۰۷ به کارگردانی آدیتیا چوبرا است. در این فیلم بازیگرانی همچون سیف علی خان، رانی موکرجی، مستر علی حاجی، آنجلینا ادنانی، جاوید جعفری، شروطی ست، ویکتور بنرجی، دالی بیندرا ایفای نقش کرده‌اند.

## داستان
یک راننده مسابقه یک تصادف وحشتناک می‌کند او به مدت یک سال از میادین دور می‌شود و پس از بازگشت مثل سابق نمی‌تواند به موفقیت برسد او امید و انگیزه خود را از دست می‌دهد و از لحاظ مالی با مشکلات فراوانی روبرو می‌شود و خانه و زندگی او را بانک مصادره می‌کند و …